# Yazoo (band)
Yazoo was een Britse elektropopband, die begin jaren tachtig in het Verenigd Koninkrijk, Duitsland en Nederland een aantal toptienhits behaalde.

## Bezetting
- Alison Moyet – zangeres
- Vince Clarke – synthesizers

## Geschiedenis
De band werd gevormd in 1981, Clarke was daarvoor lid van Depeche Mode. Beiden kenden elkaar sinds de schooltijd in Basildon (Essex). De naam 'Yazoo' werd aangedragen door Alison Moyet, die het woord had aangetroffen op de labels van haar favoriete platen; Yazoo is een klein Amerikaans platenlabel dat opnamen van de bluespioniers uit het zuiden van de VS opnieuw uitbrengt. Dat label was op zijn beurt vernoemd naar de Yazoo Lands, een gebied in het zuiden van de VS. Omdat de naam in de VS dus al in gebruik was, moest de band daar een andere naam gebruiken. Ze werden er bekend als Yaz.
Hun grootste hits waren de singles Only You (later gecoverd door onder andere The Flying Pickets), Don't Go en Situation. Laatstgenoemde single werd in de Verenigde Staten een hit in discotheken door een remix van François Kevorkian. Deze versie werd ook als bonustrack op het album opgenomen. In Nederland is daarnaast het nummer Mr. Blue bekend door de uitvoering van René Klijn. Yazoo is beïnvloed door bands als Kraftwerk, maar bracht een tikje blues met de gevoelige stem van Moyet en disco met een vleugje new wave.
De band stopte in 1983, waarna Moyet een succesvolle solocarrière startte. Vince Clarke ging eerst door met The Assembly, maar beleefde grotere successen met Erasure.
In 2008 kwamen ze weer kort bij elkaar voor een Yazoo Reconnected reünietour door het Verenigd Koninkrijk, enkele Europese landen en de Verenigde Staten. Ook kwam een speciale cd-verzamelbox In Your Room uit met geremasterde en 5.1-versies van de albums Upstairs at Eric's en You and Me Both, aangevuld met remixen en een dvd met interviews en videoclips. De box werd gepromoot met enkele speciale edities op vinyl en cd.

## Discografie

### Albums
| Album met eventuele hitnotering(en) in de Nederlandse Album Top 100 | Datum van verschijnen | Datum van binnenkomst | Hoogste positie | Aantal weken | Opmerkingen |
| ------------------------------------------------------------------- | --------------------- | --------------------- | --------------- | ------------ | ----------- |
| Upstairs at Eric's                                                  | 1982                  | 11-09-1982            | 9               | 13           |             |
| You and Me Both                                                     | 1983                  | 23-07-1983            | 11              | 9            |             |

### Singles
| Single met eventuele hitnotering(en) in de Nederlandse Top 40 | Datum van verschijnen | Datum van binnenkomst | Hoogste positie | Aantal weken | Opmerkingen                                                 |
| ------------------------------------------------------------- | --------------------- | --------------------- | --------------- | ------------ | ----------------------------------------------------------- |
| Only You                                                      | 1982                  | -                     |                 |              |                                                             |
| Don't Go                                                      | 1982                  | 28-08-1982            | 2               | 10           | nr. 6 in de Nationale Hitparade / nr. 2 in de TROS Top 50   |
| Situation                                                     | 1982                  | 06-11-1982            | 16              | 5            | nr. 18 in de Nationale Hitparade / nr. 15 in de TROS Top 50 |
| The Other Side of Love                                        | 1982                  | 25-12-1982            | 25              | 5            | nr. 30 in de Nationale Hitparade / nr. 19 in de TROS Top 50 |

| Single met hitnotering(en) in de Vlaamse Ultratop 50 | Datum van verschijnen | Datum van binnenkomst | Hoogste positie | Aantal weken | Opmerkingen |
| ---------------------------------------------------- | --------------------- | --------------------- | --------------- | ------------ | ----------- |
| Only You                                             | 1982                  | 12-06-1982            | 39              | 2            |             |
| Don't Go                                             | 1982                  | 04-09-1982            | 1               | 12           |             |
| Situation                                            | 1982                  | 30-10-1982            | 7               | 9            |             |
| The Other Side of Love                               | 1982                  | 01-01-1983            | 9               | 8            |             |
| Nobody's Diary                                       | 1983                  | 25-06-1983            | 20              | 3            |             |
| Situation (remix)                                    | 1990                  | 19-01-1991            | 38              | 1            |             |
| Don't Go 1999 Mix                                    | 1999                  | 16-10-1999            | tip17           | -            |             |

### NPO Radio 2 Top 2000
| Nummer met noteringen in de NPO Radio 2 Top 2000 | '99 | '00 | '01 | '02 | '03  | '04  | '05  | '06  | '07  | '08  | '09  | '10  | '11  | '12  | '13  | '14  | '15  | '16  | '17  |
| ------------------------------------------------ | --- | --- | --- | --- | ---- | ---- | ---- | ---- | ---- | ---- | ---- | ---- | ---- | ---- | ---- | ---- | ---- | ---- | ---- |
| Don't Go                                         | 925 | 722 | 786 | 782 | 1143 | 1239 | 1561 | 1498 | 1735 | 1381 | 1493 | 1710 | 1656 | 1837 | 1727 | 1543 | 1662 | 1830 | 1580 |

1. ↑  Een vetgedrukt getal geeft de hoogste notering aan.
2. ↑  Deze tabel is bijgewerkt tot en met de meest recente editie (2024).